# NK Zvijezda Gradačac
Le NK Zvijezda Gradačac est un club bosnien de football basé à Gradačac, fondé en 1922.

## Histoire
En 2015, le club est relégué en deuxième division.

## Palmarès
- Première Ligue de la fédération de Bosnie-et-Herzégovine
  - Champion : 2005